# Vatussi (film)
Vatussi (Watusi) è un film del 1959 diretto da Kurt Neumann.
Costituisce il seguito de Le miniere di re Salomone con Deborah Kerr e Stewart Granger. La sceneggiatura di James Clavell è basata sul romanzo Le miniere di re Salomone di H. Rider Haggard.
Il film è noto anche coi titoli Watussi e Watussi - Vatussi.